# Beli izvor
Beli izvor (bulgariska: Бели извор) är ett distrikt i Bulgarien.   Det ligger i kommunen Obsjtina Vratsa och regionen Vratsa, i den västra delen av landet, 60 kilometer norr om huvudstaden Sofia.
Omgivningarna runt Beli izvor är en mosaik av jordbruksmark och naturlig växtlighet. Runt Beli izvor är det ganska tätbefolkat, med 111 invånare per kvadratkilometer.